# L'Enfer du Manitoba
Pour plus de détails, voir Fiche technique et Distribution.
L'Enfer du Manitoba (en allemand : Die Hölle von Manitoba, en espagnol : Un lugar llamado Glory) est un western germano-espagnol sorti en 1965, réalisé par Sheldon Reynolds sous le pseudonyme de Ralph Gideon.

## Synopsis
Clint Brenner et Reese sont deux fameux pistoleros qui sont invités par le fermier Seth Grande pour l'aider à résister à l'oppression de Jack Villaine et de ses hommes. Les deux pistoleros sont piégés par Villaine, qui les fait s'affronter lors de la fête du pays. Mais il s'unissent pour renverser la situation.

## Fiche technique
- Titre français : L'Enfer du Manitoba ou Duel à Glory City[1]
- Titre original allemand : Die Hölle von Manitoba
- Titre original espagnol : Un lugar llamado Glory
- Genre : western
- Réalisation : Sheldon Reynolds (sous le pseudo de Ralph Gideon)
- Scénario : F.X. Toole (nom de plume de Jerold Hayden Boyd), Edward Di Lorenzo, Fernando Lamas, d'après le roman Jerold Boyd
- Musique : Ángel Arteaga
- Production : Artur Brauner, Miguel de Echarri pour CCC-Filmkunst, Midega Film
- Photographie : Federico G. Larraya
- Format d'image : 2,35:1
- Montage : Teresa Alcocer, Roberto Cinquini
- Durée : 92 min
- Décors : Enrique Alarcòn, Heinrich Weidemann
- Maquillage : Heinz Stamm, José María Sànchez
- Pays :  Allemagne de l'Ouest,  Espagne
- Année de sortie : 1965
- Langues originales : allemand, espagnol
- Date de sortie en salle en France : 9 juillet 1974[1]

## Distribution
- Lex Barker : Clint Brenner
- Pierre Brice : Reese
- Gérard Tichy : Jack Villaine
- Ángel del Pozo : Josh
- Marianne Koch : Jade Grande
- Hans Nielsen : le maire
- Carlos Casaravilla : le juge
- Jorge Rigaud : Seth Grande
- Wolfgang Lukschy : Charly
- Aldo Sambrell : Jake
- Santiago Ontañon : le banquier
- Antonio Molino Rojo : Sam